# Adrian Warburton

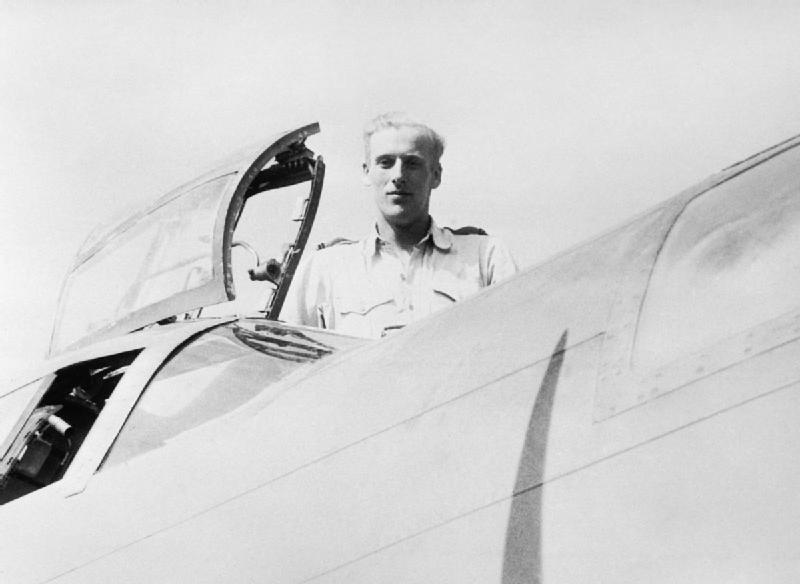
Adrian Warburton

Adrian „Warby“ Warburton, DSO, DFC (* 10. März 1918 in Middlesbrough; † 12. April 1944 bei Egling an der Paar) war ein Aufklärungspilot der Royal Air Force und ein Fliegerass des Zweiten Weltkriegs. Er wurde in der RAF für seine Rolle bei der Verteidigung Maltas legendär und wurde vom damaligen Air Officer Commanding in Chief Middle East, Air Marshal Sir Arthur Tedder, als „der wichtigste Pilot der RAF“ bezeichnet. Warburton wurde neben seinem Britischen Distinguished Service Order auch ein das Distinguished Flying Cross der Vereinigten Staaten verliehen. Beschrieben als „Sechs-Medaillen-Warburton“ verdiente er sich alle seine Tapferkeitsauszeichnungen während der Belagerung von Malta. Er ist der höchstdekorierte RAF-Fotoaufklärungspilot aller Zeiten.

## Leben
Warburton wurde 1939 in die RAF aufgenommen. Von 1940 an führte er von Malta aus Aufklärungsflüge durch, die ihn in England zum Nationalhelden machten. Seine Kollegen nannten ihn den „Lawrence von Arabien der Lüfte“. Angeblich soll Adrian zweimal versucht haben, Feldmarschall Erwin Rommel zu entführen, was jedoch ins Reich der Legenden zu verweisen ist.
1943 bereitete er unter anderem durch seine unterstützenden Aufklärungsergebnisse die erfolgreiche Invasion der Alliierten in Sizilien vor. Anerkannt wurde er durch zahlreiche Auszeichnungen und den Rang eines Wing Commanders.
Am 12. April 1944 führte ihn ein Aufklärungsflug von England aus bis München, wo er von der 3. Batterie der schweren Flakabteilung 571 beschossen wurde. Eine Salve der Batterie beschädigte das Flugzeug vom Typ Lockheed F-5B so schwer, dass es bei Egling an der Paar abstürzte. Erst 2002 lokalisierten die Historiker Pankraz Fried und Anton Huber die Absturzstelle und fanden bei einer Grabung in einem Acker das Wrack der Maschine und Leichenfragmente. Die Maschine muss sich beim Absturz auf den Rücken gedreht und durch die beiden Propeller tief in den Boden gebohrt haben, sodass Warburton in seinem Cockpit keine Überlebenschance hatte. Die sterblichen Überreste Adrian Warburtons wurden im Mai 2003 auf dem Durnbach War Cemetery der Commonwealth War Graves Commission bei Tegernsee mit militärischen Ehren beigesetzt.

## In den Medien
Sein Leben und Werk waren Gegenstand der Bücher Warburton's War von Tony Spooner und Maltas Greater Siege & Adrian Warburton DSO* DFC** DFC (USA) von Paul McDonald sowie der BBC Timewatch-Fernsehdokumentation The Mystery of the Missing Ace.